# Josep Lluís Sert
Josep Lluís o José Luis Sert López (Barcelona, 1 de julio de 1902-Barcelona, 15 de marzo de 1983) fue un arquitecto español. 

## Biografía
Nació en Barcelona, hijo del ingeniero Francisco Sert Badía, primer conde de Sert, y de Genara López y Díaz de Quijano. Fue criado en un hogar burgués e hispanófono, motivo por el cual tuvo dificultades para hablar en catalán de adulto, puesto que su madre «desterró el catalán como lengua doméstica». Desde muy joven se interesó por la obra de Antoni Gaudí, y de su tío, el pintor José María Sert. Estudió en la Escuela Superior de Arquitectura de Barcelona.
Durante un viaje a París en 1926 Sert estudió en profundidad la obra de Le Corbusier, a quien conoció con tal motivo. Al año siguiente se incorporó al estudio de Le Corbusier y colaboró con él durante varios años. En 1930 comenzó a diseñar sus primeros edificios, que reflejan a través de su color blanco y la profusión de luz un inconfundible estilo mediterráneo. Al mismo tiempo estos edificios carecen de ornamentos y otros elementos innecesarios, con lo que Sert realizó por primera vez en España edificios de carácter racionalista. A este periodo pertenecen el Dispensario Central Antituberculoso y el edificio de viviendas en la calle Muntaner 342, ambos en Barcelona. Otro edificio a destacar del mismo autor, de mucha menos importancia pero más cercano al lugar de origen de este, es la escuela CEIP Los Conventos de Martorell, realizada antes de la guerra civil española, pero que por este hecho no la terminó y por eso no consta él como arquitecto de dicho edificio.

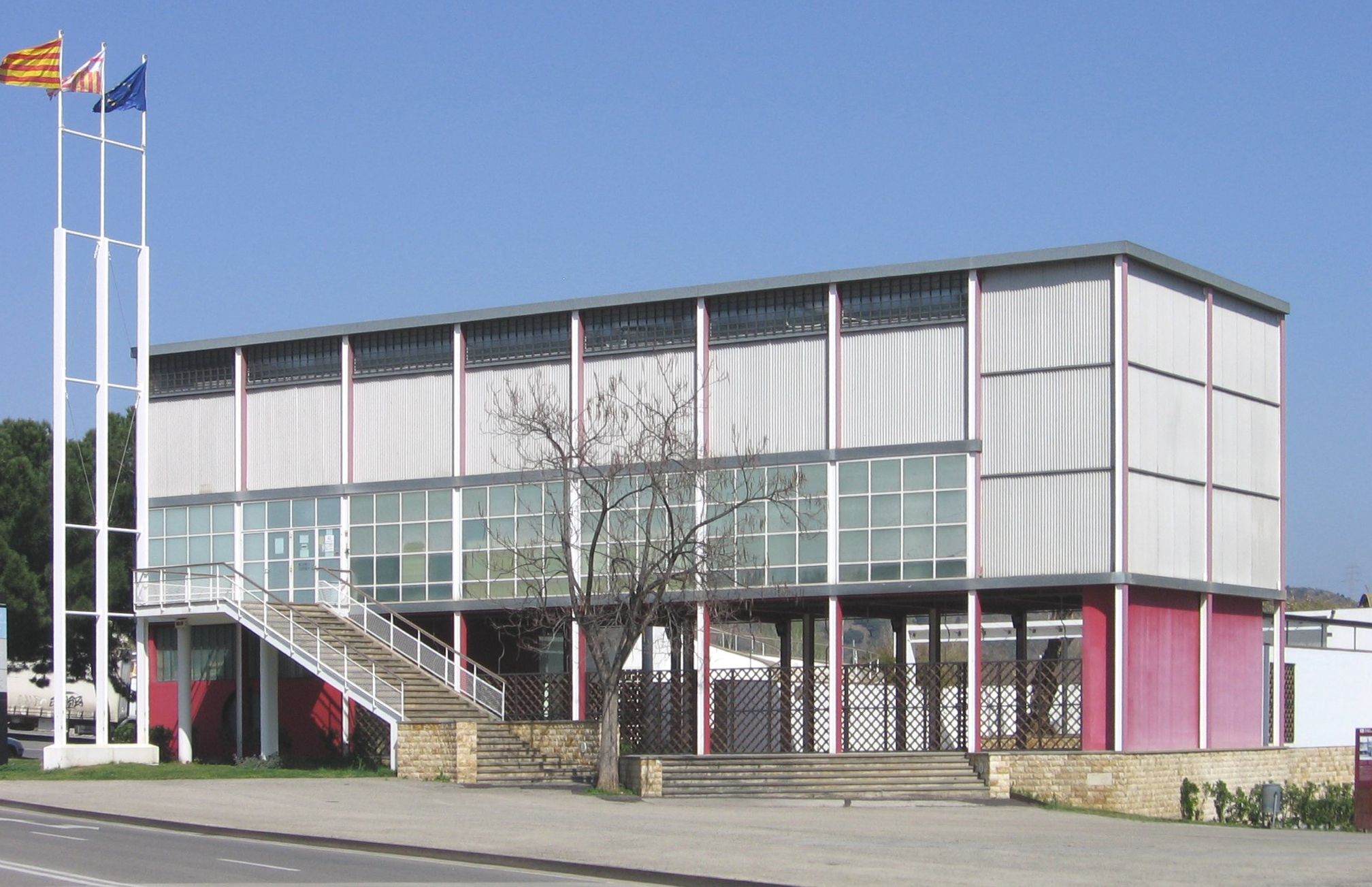
Pabellón de la República Española para la Exposición Internacional de París de 1937, de Josep Lluís Sert y Luis Lacasa; réplica en Barcelona de 1992, de Miquel Espinet, Antoni Ubach y Juan Miguel Hernández León.

Junto con otros arquitectos, Sert fue miembro fundador del GATEPAC (Grupo de Artistas y Técnicos Españoles para el Progreso de la Arquitectura Contemporánea) —con la finalidad de que fuese la rama española del Congreso Internacional de Arquitectura Moderna—, que fue constituido en Zaragoza en 1930 por iniciativa de Fernando García Mercadal para promover el estilo racionalista en la arquitectura española y que en Cataluña usó la denominación de GATCPAC, "Grup d'Arquitectes i Tècnics Catalans pel Progrés de l'Arquitectura Contemporànea". El GATEPAC tenía además de la sede oriental o catalana, la norte y la central, que aludían respectivamente a los grupos vasco y madrileño. También asistió a las reuniones iniciales del CIAM, los congresos internacionales de arquitectura moderna, desde su segunda convocatoria de 1929 en Fráncfort, de los que acabaría siendo su presidente después de Le Corbusier.
Al acabar la Guerra Civil fue represaliado por el gobierno de Franco, e inhabilitado para el ejercicio de la arquitectura, tras lo cual, en 1941 se exilió a los Estados Unidos, donde creó junto con otros arquitectos un estudio de arquitectura y urbanismo, que denominó Town Planning Associates. El estudio realizó varios proyectos urbanísticos, sobre todo en Latinoamérica, como el plan piloto de La Habana.
Después de haber sido durante un año profesor de arquitectura en la Universidad Yale, Sert fue nombrado en 1953 decano de la Escuela de Diseño de la Universidad Harvard, cargo que ejerció hasta 1969. En 1955 fundó un nuevo despacho de arquitectura con varios socios, que realizó proyectos por todos los Estados Unidos, tanto comerciales, como residenciales, institucionales y de oficinas. En el entorno de la universidad, Sert diseñó varios edificios que forman parte de sus obras más representativas y en las que se refleja la atmósfera mediterránea que conservó en sus diseños a lo largo de su vida profesional.
En 1981 recibió la Medalla de Oro de la Generalidad de Cataluña y en 1982 la Medalla de Oro al mérito en las Bellas Artes.

## Obras representativas
| Obra                                                       | Cronología  | Dirección                                 | Población                            | Imagen        |
| ---------------------------------------------------------- | ----------- | ----------------------------------------- | ------------------------------------ | ------------- |
| Edificio de viviendas Rosselló                             | 1929        | c/ Rosellón, 36                           | Barcelona                            |               |
| Casa Duclós                                                | 1930        | c/ Ceán Bermúdez, 5                       | Sevilla                              |               |
| Edificio de viviendas Josefa López                         | 1930-1931   | C/ Muntaner, 342                          | Barcelona                            |               |
| Casa Bloc                                                  | 1932-1937   | Paseo Torras y Bages, 103                 | Barcelona                            |               |
| Joyería J. Roca (actualmente, Boutique Rolex)              | 1934        | Paseo de Gracia, 18                       | Barcelona                            |               |
| Dispensario Antituberculoso                                | 1934-1938   | Pasaje San Bernardo, 10                   | Barcelona                            |               |
| Proyecto Ciudad de Reposo y vacaciones                     | 1934        | Zona costera                              | Viladecans, Gavá y Castelldefels     | No construido |
| Casas para el fin de semana en Garraf                      | 1935        |                                           | Garraf                               |               |
| Pabellón de la República Española                          | 1937        | Exposición Internacional de París de 1937 | París                                |               |
| Pabellón de la República (reproducción póstuma de 1992)    | 1992        | Av. Cardenal Vidal y Barraquer, 34        | Barcelona                            |               |
| (Antigua) Embajada de Estados Unidos en Irak               | 1955 - 1960 |                                           | Bagdad, Irak                         |               |
| Estudio de Joan Miró                                       | 1956        | Fundación Pilar y Joan Miró               | Palma de Mallorca                    |               |
| Casa Sert                                                  | 1957-1958   | 64 Francis Avenue                         | Cambridge (Massachusetts), (EE. UU.) |               |
| Holyoke Center                                             | 1958-1965   | Universidad de Harvard                    | Cambridge (Massachusetts), (EE. UU.) |               |
| Fundación Maeght                                           | 1959 - 1964 | Chemin des Gardettes, 623                 | Saint-Paul-de-Vence, Francia         |               |
| Centro de Estudios de las Religiones del Mundo             | 1960        | Universidad de Harvard                    | Cambridge (Massachusetts), (EE. UU.) |               |
| Peabody Terrace (Apartamentos para estudiantes de Harvard) | 1962-1964   | Universidad de Harvard                    | Cambridge (Massachusetts), (EE. UU.) |               |
| Campus de la Universidad de Boston                         | 1960 - 1967 | Universidad de Boston                     | Boston, (EE. UU.)                    |               |
| Fundación Joan Miró                                        | 1972-1975   | Parque de Montjuic s/n                    | Barcelona                            |               |
| Les Escales Park                                           | 1973        | c/ Sor Eulalia de Anzizu, 46              | Barcelona                            |               |
| Science Center                                             | 1973        | Universidad de Harvard                    | Cambridge (Massachusetts), (EE. UU.) |               |
| Residencia de estudiants MIT (New House)                   | 1973        | MIT                                       | Boston, (EE. UU.)                    |               |
| Proyecto de sede central de Caixa Catalunya                | 1976        | Av. Diagonal / c/ Tuset                   | Barcelona                            | No construido |
| Edificio Eastwood                                          | 1976        | 510-580 Main Street (Roosevelt Island)    | Nueva York (EE. UU.)                 |               |
| La Porta Catalana                                          | 1977        | Autopista AP-7, km 6                      | La Junquera, Gerona                  |               |